# Wetmorea
Wetmorea is een geslacht van wantsen uit de familie van de Miridae (blindwantsen). Het geslacht werd voor het eerst wetenschappelijk beschreven door Waldo Lee McAtee en John Russell Malloch in 1924.

## Soorten
Het genus is monotypisch en bevat alleen de volgende soort:

- Wetmorea notabilis McAtee & Malloch, 1924